# Римини (фильм)
«Римини» (нем. Rimini) — художественный фильм режиссёра Ульриха Зайдля премьера которого состоялась на 72-м Берлинском кинофестивале, где фильм был номинирован на «Золотого медведя». Фильм также демонстрировался на кинофестивале «Diagonale», где получил призы за «лучший игровой фильм» и «лучший дизайн костюмов». Главные роли в нём сыграли Майкл Томас, Ганс-Михаэль Реберг и Георг Фридрих.

## Сюжет
Ричи Браво когда-то был знаменитой поп-звездой. В ветреном Римини он гонится за своей былой славой, финансируя свой беспутный образ жизни с пристрастием к азартным играм и алкоголю выступлениями для туристов и любовными услугами для поклонниц.
Его взрослая дочь требует от него деньги, которые он долго не давал ей, но которых у него нет. Тем временем его отец, страдающий деменцией, находится в австрийском доме престарелых и вспоминает своё нацистское прошлое.

## В ролях
- Майкл Томас — Ричи Браво
- Ганс-Михаэль Реберг –отец
- Георг Фридрих

## Производство и премьера
Съёмки проходили в течение 85 дней с весны 2017 года по весну 2018 года в Австрии, Италии, Румынии и Германии, в том числе и в Римини
Премьера фильма состоялась в феврале 2022 года на 72-м Берлинском кинофестивале